# Musić
Musić je naselje u općini Levanjska Varoš u Osječko-baranjskoj županiji. 

## Zemljopis
Musić se nalazi južno od ceste Đakovo - Pleternica. Susjedna naselja su Levanjska Varoš na sjeveru i Hrkanovci Đakovački na jugu.

## Stanovništvo
| broj stanovnika | 247   | 309   | 239   | 290   | 292   | 349   | 493   | 433   | 301   | 309   | 274   | 205   | 150   | 102   | 104   | 75    | 54    |
|                 | 1857. | 1869. | 1880. | 1890. | 1900. | 1910. | 1921. | 1931. | 1948. | 1953. | 1961. | 1971. | 1981. | 1991. | 2001. | 2011. | 2021. |

## Znamenitosti
- crkva svetog Jurja